# Taillerins
Les taillerins sont une variété de pâtes alimentaires spécifiques à la Savoie, apparentées aux tagliatelles italiennes.

## Étymologie
En parler savoyard, « taillon » signifie « morceau ».

## Description

### Forme
Les taillerins se présentent sous forme de rubans découpés à la roulette dentelée.

### Ingrédients
Les taillerins sont réalisés avec de la semoule de blé dur, de la farine de blé tendre et 20 % d'œufs frais.
Ils peuvent être nature, mais il existe également des variétés aux cèpes et bolets, aux trompettes de la mort, aux noix, aux châtaignes et même aux myrtilles.

### Accord mets/vins
Parmi les nombreux vins rouges, rosés ou blancs qui peuvent accompagner les pâtes, le choix peut se porter sur un vin blanc savoyard tels que apremont, chignin-bergeron ou abymes.